# Pelonomus brasilianus
Pelonomus brasilianus is een keversoort uit de familie ruighaarkevers (Dryopidae). De wetenschappelijke naam van de soort werd in 1825 gepubliceerd door Johann Christoph Friedrich Klug.